# تايلر شميت
تايلر شميت (بالإنجليزية: Tyler Schmitt)‏ هو لاعب كرة قدم أمريكية أمريكي، ولد في 16 سبتمبر 1986 في بيوريا في الولايات المتحدة.

## وصلات خارجية
- تايلر شميت على موقع مرجع كرة القدم المحترفة.كوم (الإنجليزية)